# Francisco Suárez
Francisco Suárez, S.I. (Granada, 5 gennaio 1548 – Lisbona, 25 settembre 1617), è stato un gesuita, teologo, filosofo e giurista spagnolo, considerato il maggiore esponente della scolastica barocca.

## Biografia

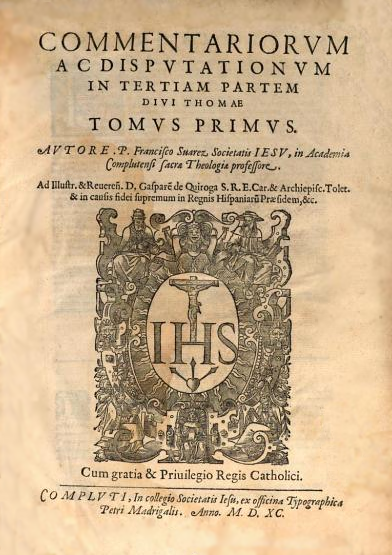
Commentariorum ac disputationum in tertiam partem divi Thomae (1590).

Summae theologiae. De Deo uno et trino, parte prima, 1607

All'età di sedici anni entrò nella Compagnia di Gesù a Salamanca, ove studiò filosofia e teologia per cinque anni, dal 1565 al 1570. Inizialmente non sembrava molto portato per gli studi al punto che dopo aver fallito per la seconda volta l'esame di ammissione fu sul punto di abbandonare tutto, ma dopo aver passato l'esame al terzo tentativo la situazione cambiò, riuscì a terminare gli studi di filosofia con lode, continuò gli studi di teologia e poi divenne professore di filosofia ad Avila e Segovia. Fu ammesso all'ordine nel 1572, e insegnò teologia ad Avila e Segovia (1575), Valladolid (1576), Roma (1580-85), Alcalà (1585-92), Salamanca (1592-97), e Coimbra (1597-1616).
Scrisse di moltissimi argomenti, producendo una grande quantità di materiale (l'edizione delle sue opere complete in latino comprende ventisei volumi). I suoi scritti comprendono trattati sul diritto, sui rapporti tra Chiesa e Stato, sulla metafisica e sulla teologia.
I suoi contemporanei lo consideravano il maggior filosofo e teologo vivente, tanto che gli fu attribuito il titolo di dottore esimio (doctor eximius); papa Gregorio XIII volle assistere alla sua prima lezione, a Roma. Papa Paolo V lo invitò a confutare gli errori di Giacomo I d'Inghilterra, e lo trattenne a lungo accanto a sé per trarne insegnamento. Filippo II di Spagna lo inviò presso l'Università di Coimbra per accrescerla in prestigio, e quando Suárez visitò l'Università di Barcellona, i professori universitari lo accolsero al suo arrivo e gli donarono le insegne delle loro facoltà.
Dopo la sua morte in Portogallo (non si sa se a Lisbona o a Coimbra), la sua fama si accrebbe ulteriormente. Il suo pensiero ha sicuramente influenzato quello di moltissimi altri famosi filosofi, tra i quali Grozio, Cartesio, Leibniz e Vico.

## Pensiero filosofico
I suoi contributi più importanti riguardarono la metafisica e la filosofia del diritto.
Tutto si basa sul modo di conoscere, tutto si basa sulla meta-conoscenza. Suarez pur essendo uno scolastico rappresenterà la svolta del pensiero moderno (di ispirazione anche per Cartesio). Il primato della mente non interesserà solo i razionalisti ma anche gli empiristi: mens come misurazione, la nostra mente è sempre una misura della realtà. I nostri sensi sono capacità soggettive, e la realtà quindi è misurata in base alla nostra soggettività (mensura soggettiva).
Dal punto di vista religioso, Suárez, afferma che la mens umana pur non essendo capace di comprendere Dio ne intuisce la presenza (spirito religioso) e mostra così la congruenza tra ragione umana e principio ultimo delle cose.
Nasce l'ontologia moderna, Suárez propone una nuova concezione della comprensione del termine ens (ente), sostenendo che possiamo prescindere dalla causa dell'ente (Dio). Metafisicamente ha precedenza il concetto di ente (non l'ente stesso) nella mente umana.  La mente precede Dio, epistemologicamente, e attraverso ciò possiamo legare i concetti finito/infinito (proprietà connettiva). Conceptus entis è la matrice noetica fondamentale di ogni nostra conoscenza, qualunque cosa pensiamo, implichiamo il concetto di ente.
Il vero oggetto della metafisica, allora, è l'ente o Dio? L'oggetto adeguato della metafisica è l'ente in quanto tale, Dio è l'oggetto principale. Tutti gli oggetti sono enti, si studiano gli enti, ma Dio è fuori dall'ente anche se ne è la causa.
Nuovo concetto della filosofia, viene riproposto il sistema del mondo.
Le Disputationes metaphysicae rappresentano il primo moderno trattato di metafisica. Per la prima volta, il testo non si limita a un mero commento dell'opera di Aristotele, ma ripropone l'intera Metafisica secondo linee tematiche, nuove e inedite, integrando alla fine un indice che associa la disputatio aristotelica ai singoli capitoli dell'opera nei quali è presentata e risolta. Il trattato affronta tutte le questioni della metafisica aristotelica e la teologia naturale e scolastica.
Suárez si allontana dal pensiero di Aristotele e di san Tommaso d'Aquino poiché Dio non è più presentato come l'approdo ultimo di una navigazione metafisica che attraversa tutto l'essere, ma come un ente particolare che con gli angeli e con il mondo materiale condivide le proprietà trascendentali dell’esse comunissimum (unità, verità e bontà). Diversamente da Tommaso e da Aristotele, e in accordo con Duns Scoto, Suárez affermò che l'essere e gli enti si predicano in modo univoco e non in modo analogico. Inoltre, negò la distinzione reale fra essenza ed esistenza (actus essendi), affermando che esse sono rispettivamente una modalità attuale e una potenziale dello stesso ente.

## Influenza
I contributi di Suarez alla metafisica e alla teologia hanno esercitato un'influenza notevole sulla scolastica cattolica e protestante del XVII secolo.
Grazie all'influenza dei gesuiti le sue Disputationes metaphysicae furono ampiamente adottate nelle scuole cattoliche di Spagna, Portogallo e Italia, e anche in molte università luterane in Germania.
Suárez ebbe grande influenza anche nella tradizione riformata delle scuole olandesi sia per la metafisica sia per il diritto, compreso il diritto internazionale. Il suo lavoro fu molto apprezzato, per esempio, da Ugo Grozio (1583-1645), ma ha incontrato anche critiche, per esempio nel Suarez repurgatus (1643) di Jacobus Revius.

## Opere principali
- De Incarnatione (1590-1592)
- De sacramentis (1593-1603)
- Disputationes metaphysicae (1597)[3]

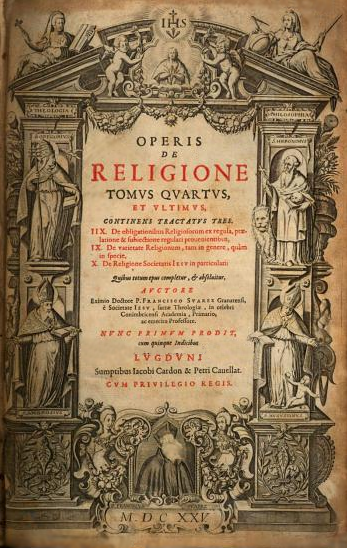
Operis de religione (1625).

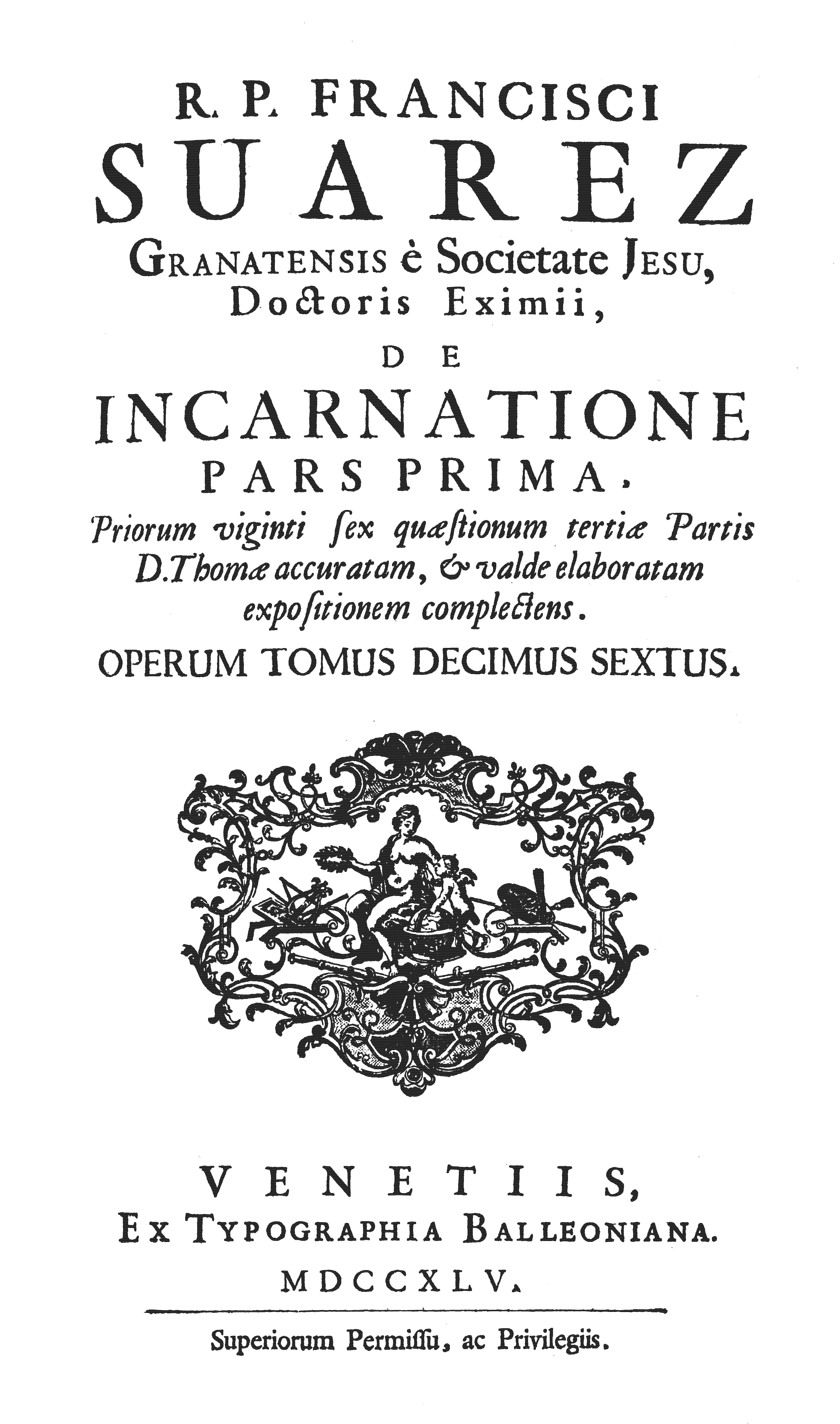
De incarnatione, pars prima (1745).

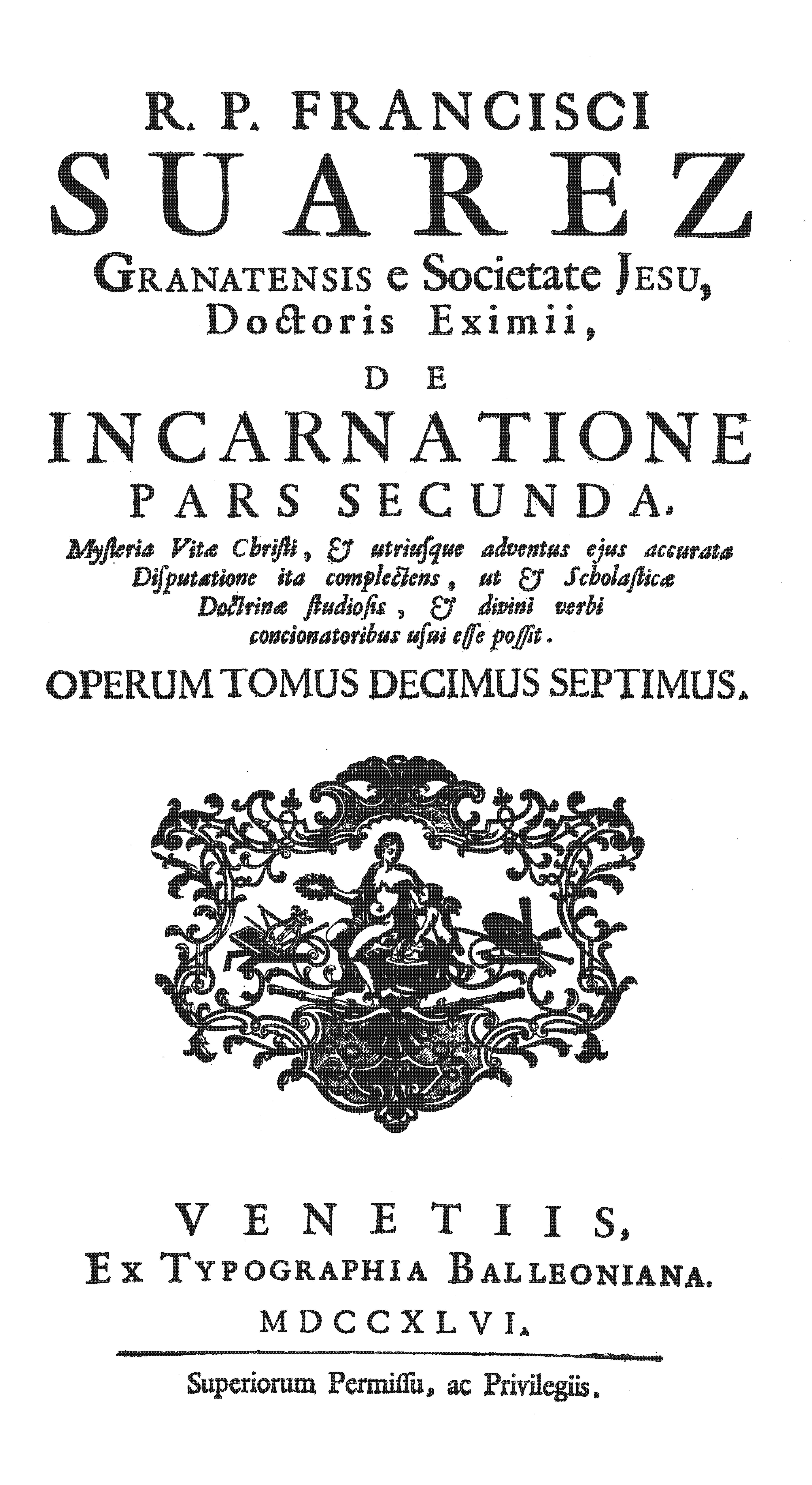
De incarnatione, pars secunda (1746).

- De divina substantia eiusque attributis (1606)
- De divina praedestinatione et reprobatione (1606)
- De sanctissimo Trinitatis mysterio (1606)
- Summae theologiae. De Deo uno et trino (1607)
- De religione (1608-1625)
- De legibus (1612)
- De gratia (1619)
- De angelis (1620)
- De opere sex dierum (1621)
- De anima (1621)
- De fide, spe et charitate (1622)
- De ultimo fine hominis (1628)

Tra le altre opere figurano le Disputationum de censuris in communi, excommunicatione, suspensione et interdicto, itemque de irregularitate, stampate per la prima volta a Coimbra nel 1603 da Diego Gomez de Louriero e pubblicate l'anno successivo in Francia da Horace Cardon emendate da errori e corredate da indici.
L'Opera omnia è stata pubblicata in 26 volumi (più due di indici) a Parigi nel 1856-1861; le Disputationes metaphysicae (voll. 25-26) sono state ristampate da Georg Olms, Hildesheim (2009).

### Edizioni originali
- Francisco Suarez, Disputationes Metaphysicae, Salamanca, 1607.
- Francisco Suarez, Summae theologiae. De Deo uno et trino, Lione, Horace Cardon, 1607.
- Francisco Suarez, Disputationum de censuris in communi, excommunicatione, suspensione et interdicto, itemque de irregularitate, Lione, Horace Cardon, 1608.

### Traduzioni italiane
- Francisco Suárez, Disputazioni metafisiche I-III, testo latino, introduzione, traduzione, note e apparati a cura di Costantino Esposito. In appendice Le "Disputazioni metafisiche" nella critica contemporanea di Costantino Esposito, Milano: Bompiani, 2007.
- Francisco Suárez, L’unità individuale e il suo principio. La Va Disputazione metafisica, testo latino, introduzione, traduzione e note a cura di Nicolò Galasso e Paolo Treves, Milano: Mimesis, 2023.
- Francisco Suárez, Trattato delle leggi e di Dio legislatore, a cura di Ottavio De Bertolis; Libro I (2008), Libro II (2010), Libro III (2013) Padova: Cedam.
- Francisco Suárez, Sulla guerra, testo latino a fronte a cura e con un saggio introduttivo di Aldo Andrea Cassi, Macerata: Quodlibet, 2014.
- Francisco Suárez, Trattato dell'opera dei sei giorni, Libro V [capp. I (parr. 1-2) VII, VIII, IX, X, XI, XII], introduzione, traduzione e note a commento a cura di Cintia Faraco, Capua: Artetetra, 2015.

### Studi
- Jean François Courtine, Il sistema della metafisica. Tradizione aristotelica e svolta di Suárez, Milano, Vita e Pensiero, 1999.
- Benedetto Ippolito, Analogia dell'essere. La metafisica di Suàrez tra onto-teologia medievale e filosofia moderna, Franco Angeli, Milano 2005